# Mats Weman
Mats Johan Lennart Weman, ursprungligen Nilsson, född 31 oktober 1958 i Kalmar församling i Kalmar län, är en svensk journalist och författare, som skriver om film, fotboll och populärkultur.
Han påbörjade sin journalistiska bana med studier på Skurups Folkhögskola 1981–1982. Efter utbildningen arbetade han som reporter på tidningen Arbetet 1982–1984 samtidigt som han deltog i den tidiga etableringen av Nöjesguiden, som startade i Malmö 1982. När Nöjesguiden drog igång sin verksamhet i Stockholm, 1985, flyttade Mats Weman med och blev tidningens förste chefredaktör. År 1989 flyttade han tillbaka till Skåne och var under första hälften av 1990-talet Nöjesguidens förste filmredaktör.
Under 2000-talet har han varit medlem av redaktionen på Sveriges ledande fotbollsmagasin Offside samt medverkat i publikationer som Café, King, Göteborgs-Posten, Scanorama och Filter. Samt varit redaktör för Magasinet Skåne.
Mats Weman ingick också 2003 i samarbete med Thomas Eriksson och Soluzions, en verksamhet som under åren innefattat kunder som Sveriges Kommuner och Landsting och Svenska Filminstitutet.
Mats Weman har arbetat med produktioner i radio och TV, producerat dokumentär- och beställningsfilm och även (tillsammans med Stefan Berg) regisserat dokumentärfilmen Jag har gråtit mycket i Limhamn (visad i SVT 14 oktober 2004 och därefter i SVT/Kunskapskanalen vid ett flertal tillfällen, senast i augusti 2007).
Han har också gett ut tre böcker, varav två om fotboll: 1979 – När Malmö FF var näst bäst i Europa (2004, Offside Press) och Blått ett lag (2005, Sportförlaget). Sedan 2013 är han tillsvidareanställd som producent på Sveriges Television i Malmö.